# ويليام ليتش (ضابط)
ويليام ليتش هو ضابط كندي، ولد في 6 نوفمبر 1942 في سارنيا في كندا، وتوفي في 1 أبريل 2015 في أوتاوا في كندا.